# Argo Navis
Argo Navis, hrv. Brod Argo, zastarjelo je ime velikog zviježđa na južnome nebu koje je Nicolas-Louis de Lacaille u katalogu iz 1755. godine podijelio na tri moderna zviježđa: Carina (Kobilica), Puppis (Krma) i Vela (Jedro).
Zviježđe Argo Navis ime je dobilo po brodu Argo kojim su, prema grčkoj mitologiji, Jazon i Argonauti plovili u Kolhidu u potrazi za zlatnim runom. Neke zvijezde u zviježđima Puppis i Vela mogu se vidjeti s mediteranskih geografskih širina zimi i u proljeće, a cijeli brod izgleda kao da plovi niz rijeku Mliječni put. Zbog precesije ekvinocija, položaj zvijezda sa Zemljine točke gledišta pomaknuo se prema jugu. Premda je većina ovog zviježđa bila vidljiva u klasično doba, ono je sada malo vidljivo s većeg dijela sjeverne hemisfere. Sve zvijezde Argo Navisa uočljive su iz tropskih krajeva prema jugu i prolaze blizu zenita s južnih umjerenih geografskih širina. Najsjajnija od njih je Canopus (α Carinae), druga po sjaju noćna zvijezda koja je sada dodijeljenja Carini.

## Povijest
Argo Navis bio je dugo poznat grčkim promatračima neba. Za njih se pretpostavlja da su ga preuzeli od Egipćana oko 1000. godine pr. n. e. Plutarh ga je pripisao egipatskom Ozirisovom čamcu. Neki su akademici teoretizirali sumersko podrijetlo povezano s Epom o Gilgamešu, no ta je hipoteza odbačena zbog nedostatka dokaza da su Sumerani i druge mezopotamske kulture smatrali da ove zvijezde ili bilo koji njihov dio čine čamac.
Najčešće se spominje u vezi sa starogrčkim mitom o Jazonu i Argonautima. Ptolomej u svom Almagestu smješta Argo Navis u Mliječnoj stazi između Velikog psa i Kentaura, te u njemu identificira zvijezde opisujući konstelacije izrazima poput »mali štit«, »vesla«, »držač jarbola« ili »krmeni ukras«. Taki su se opisi održali u nebeskim atlasima sve do devetnaestog stoljeća. Činilo se da se brod okreće oko pola unazad, dakle krmom naprijed. Grčki pjesnik i historik Aratus iz trećeg stoljeća pr. n. e. ovo je opisao kao: »Argo se vuče za repom Velikog psa; jer njegov nije uobičajen kurs, nego unatrag okrenut on dolazi«.
U moderno doba grupiranje zvijezda u zviježđe Argo Navis počeli su smatrati nezgodnim zbog njegove ogromne veličine, za trećinu veće od Hidre koja je sada najveće zviježđa. U atlasu zvijezda iz 1763. godine, Nicolas-Louis de Lacaille pojašnjava da je u Navisu više od stotinu šezdeset zvijezda vidljivih golim okom, pa dijelove grupira u Argûs in carina (Carina, hrv. kobilica broda), Argûs in puppi (Puppis, hrv. krma broda) i Argûs in velis (Vela, hrv. jedro broda). Zvijezde slabog sjaja bile su navedene samo kao »u Argûsu«. 
Konačno ukidanje Argo Navisa predložio je John Herschel 1841. i ponovno 1844. godine, no unatoč tome zviježđe je ostalo u uporabi usporedno sa svojim trima sastavnicama do 20. stoljeća. Godine 1922., s ostalim zviježđima, Argo je dobio kraticu od tri slova: Arg. Godine 1930. IAU definira 88 modernih zviježđa te uvodi Kobilicu, Krmu i Jedro, a zviježđe Argo proglašava zastarjelim.

## Vanjske poveznice
- Zvjezdana noćna fotografija: Argo Navis
- Zvjezdane priče: Argo Navis
- Slikovna baza podataka Instituta Warburg  Arhivirana inačica izvorne stranice od 4. ožujka 2016. (Wayback Machine) s preko 160 srednjovjekovnih i ranonovovjekovnih slika Arga Navisa